# Athlītikos Omilos Platania Chaniōn 2013-2014
Questa voce raccoglie le informazioni riguardanti l'Athlītikos Omilos Platania Chaniōn nelle competizioni ufficiali della stagione 2013-2014.

## Rosa
| N. |                        | Ruolo | Calciatore             |
| -- | ---------------------- | ----- | ---------------------- |
| 1  | Bielorussia (bandiera) | P     | Vitali Zhaludok        |
| 2  | Spagna (bandiera)      | D     | Cerra                  |
| 3  | Portogallo (bandiera)  | D     | Vasco Fernandes        |
| 5  | Grecia (bandiera)      | D     | Alkis Dimitris         |
| 8  | Serbia (bandiera)      | A     | Nikola Beljić          |
| 9  | Spagna (bandiera)      | A     | David Torres           |
| 10 | Grecia (bandiera)      | A     | Thōmas Nazlidīs        |
| 11 | Grecia (bandiera)      | C     | Stefanos Martsakis     |
| 14 | Spagna (bandiera)      | C     | Juan Aguilera Núñez    |
| 18 | Grecia (bandiera)      | C     | Nikiforos Tsontakis    |
| 17 | Grecia (bandiera)      | A     | Panagiōtīs Vlachodīmos |
| 20 | Grecia (bandiera)      | C     | Fanourīs Goundoulakīs  |
| 22 | Portogallo (bandiera)  | D     | Emídio Rafael          |
| 23 | Spagna (bandiera)      | C     | Toni Moral             |

| N. |                      | Ruolo | Calciatore            |
| -- | -------------------- | ----- | --------------------- |
| 31 | Grecia (bandiera)    | D     | Angelos Zoumpoulakis  |
| 33 | Cipro (bandiera)     | P     | Antōnīs Giōrgallidīs  |
| 52 | Ghana (bandiera)     | C     | Abdul Tetteh          |
| 40 | Grecia (bandiera)    | D     | Chrīstos Intzidīs     |
| 41 | Grecia (bandiera)    | P     | Antonis Kokkalas      |
| 70 | Brasile (bandiera)   | C     | Marcelo Labarthe      |
| 88 | Svizzera (bandiera)  | D     | Fabian Stoller        |
| 91 | Grecia (bandiera)    | P     | Kostas Peristeridis   |
| 94 | Grecia (bandiera)    | A     | Giōrgos Giakoumakīs   |
|    | Grecia (bandiera)    | C     | Fanourīs Goundoulakīs |
|    | Martinica (bandiera) | P     | Kévin Olimpa          |
|    | Brasile (bandiera)   | C     | Esquerdinha           |
|    | Grecia (bandiera)    | D     | Antōnīs Ntentakīs     |